# Rupert Friend
Rupert William Anthony Friend (1 de outubro de 1981, Oxfordshire) é um ator britânico, mais conhecido por seus papéis de George Wickham, no filme de 2005, Orgulho e Preconceito, príncipe Albert, em The Young Victoria, de 2009, e mais recentemente como Peter Quinn, na série Homeland.

## Primeiros anos
Rupert Friend cresceu em Stonesfield, Oxfordshire e é filho de Caroline, uma advogada, e de David Oxton Friend, um historiador de belas-artes . Friend frequentou a Marlborough School em Woodstock e mudou de escola para fazer os exames A-levels na Cherdwell School e na d'Overbroeck's College em Oxford. Mais tarde, Rupert estudou representação na Webber Douglas Academy of Dramatic Arts em Londres. Rupert Friend diz que escolheu seguir representação relativamente tarde e que estava "prestes a dar a volta ao mundo de vela quando soube que tinha sido aceite na escola de representação. Toda a gente tinha crescido a cantar e a dançar, enquanto que eu fazia o oposto".

## Carreira
Rupert estreou-se como ator no filme The Libertine com o papel de Billy Downs, um jovem amigo e amante da personagem de Johnny Depp, John Wilmont. Este papel valeu-lhe o prémio de "melhor novo ator" nos Satellite Awards de 2005.
Em 2005, Rupert protagonizou o seu primeiro filme, Mrs Palfrey at the Claremont, onde contracenou com Joan Plowright. No mesmo ano fez o papel de Mr Whickam em Pride and Prejudice de Joe Wright.
Em 2008 ele e o seu colega da Webber Douglas, Tom Mison, escreveram e protagonizaram a curta-metragem The Continuing and Lamentable Saga of the Suicide Brothers. Em 2010, Rupert escreveu, realizou e produziu outra curta-metragem intitulada Steve com Tom Mison, Keira Knightley e Colin Firth no elenco. Steve foi mais tarde inserida na compilação Stars in Shorts de 2012. Rupert trabalhou com Michelle Pfeiffer no filme Chéri e com Emily Blunt em Young Victoria e fez o papel de um soldado alemão durante a Segunda Guerra Mundial no filme The Boy in the Striped Pajamas, baseado no romance homónimo de John Boyne. No cinema protagonizou ainda os filmes The Kid, baseado no romance de Kevin Lewis; e Lullaby for Pi. Em 2014 protagoniza o filme Agent 47, a sequela do filme de 2007 Hitman.
Em 2010 Rupert estreou-se no teatro com o papel de Mitchell na peça The Little Dog Laughed. 
Mais recentemente, Rupert Friend tem vindo a ganhar reconhecimento devido ao papel de Peter Quinn que interpreta desde a segunda temporada da série Homeland e que lhe valeu uma nomeação para os Emmys Criativos na categoria de Melhor Ator Convidado em 2013.

## Vida pessoal
Rupert Friend namora com Aimee Mullins, uma atleta, modelo e atriz americana. Anteriormente Friend esteve numa relação de cinco anos com a atriz Keira Knightley que conheceu nas filmagens de Pride and Prejudice.

## Filmografia
| Ano  | Título                                                     | Papel                    | Notas              |
| ---- | ---------------------------------------------------------- | ------------------------ | ------------------ |
| 2004 | The Libertine                                              | Downs                    |                    |
| 2005 | Pride & Prejudice                                          | George Wickham           |                    |
| 2005 | Mrs. Palfrey at the Claremont                              | Ludovic Meyer            |                    |
| 2007 | The Moon and the Stars                                     | Renzo Daverio / Spoletta |                    |
| 2007 | Outlaw                                                     | Sandy Mardell            |                    |
| 2007 | The Last Legion                                            | Demetrius                |                    |
| 2007 | Virgin Territory                                           | Alessandro Felice        |                    |
| 2008 | Jolene                                                     | Coco Leger               |                    |
| 2008 | The Boy in the Striped Pajamas                             | Lt. Kurt Kotler          |                    |
| 2009 | The Young Victoria                                         | Príncipe Albert          |                    |
| 2009 | Cheri                                                      | Cheri                    |                    |
| 2009 | The Continuing and Lamentable Saga of the Suicide Brothers | Bourbon                  | Curta-metragem     |
| 2010 | The Kid                                                    | Kevin Lewis              |                    |
| 2010 | Lullaby for Pi                                             | Sam                      |                    |
| 2010 | Steve                                                      |                          | Diretor            |
| 2011 | 5 Days of War                                              | Thomas Anders            |                    |
| 2012 | Renee                                                      | David McKenna            |                    |
| 2012 | Stars in Shorts                                            |                          | Diretor            |
| 2012 | This Beautiful Fantastic                                   | Billy                    |                    |
| 2012 | Flith                                                      | Peter Inglis             |                    |
| 2012 | Homeland                                                   | Peter Quinn              | Série de televisão |
| 2014 | Meet Me in Montenegro                                      | Stephen                  |                    |
| 2015 | Hitman: Agent 47                                           | Agente 47                |                    |
| 2022 | Obi-Wan Kenobi                                             | O Grande Inquisidor      | Série de televisão |
| 2025 | Acompanhante Perfeita                                      | Sergey                   |                    |